# Campeonato Distrital 1ªDivisão AF Lisboa 2016–17
O Campeonato Distrital 1ªDivisão AF Lisboa 2016–17, é a 60ª edição da competição conhecida também como 1ªDivisão da Associação de Futebol de Lisboa  "AFL".
O campeonato disputa-se de 25 de Setembro de 2016 a 7 de Maio de 2017.

## Formato
14 Equipas participaram nesta prova, disputando entre si 26 jogos aos quais 13 em casa e outros 13 fora, subindo para a Divisão de Honra 2 equipas,e  descida para 2ª Divisão 2 equipas. O 1º lugar é Campeão da 1ªDivisão Distrital, e a seguinte equipa no 2º lugar disputam na próxima época a Divisão de Honra.
As restantes 10 equipas se mantém na mesma divisão para a próxima época

## Participantes
| \| Clube \| Cidade \| Estádio \| Lotação \| 2014–15 \| Treinador \| \| ----------------- \| --------------------- \| -------------------------------------------- \| ------- \| --------------------------------------- \| --------------- \| \| A dos Cunhados \| Torres Vedras \| Parque Desportivo Maximino Franco dos Santos \| 4,000 \| 12º, 1ªDistrital S1/ 6º 1ªDivisão FM S1 \| \| \| Alcainça AC \| Mafra \| Campo João Simões \| 750 \| - \| \| \| Algueirão \| Algueirão-Mem Martins \| Campo de Jogos Raul Neves \| \| - \| \| \| Atlético CP B \| Lisboa \| Estádio da Tapadinha \| 25,000 \| - \| \| \| Assoc. Torre \| Cascais \| Campo Alfredo Pinheiro \| 300 \| 11º, 1ªDistrital S2/ 5º 1ªDivisão FM S2 \| \| \| Bocal \| Mafra \| Campo Santo \| \| 7º, 2ªDistrital \| \| \| Catujalense \| Sacavém \| Parque Desportivo 1ºMaio \| 1,000 \| - \| \| \| CD Belas \| Belas \| Campo de Jogos António Pinheiro Pinto Bastos \| 1,000 \| - \| Vítor Escudeiro \| \| FC Ota \| Alenquer \| Parque de Jogos dos Linhais \| 500 \| 12º, 2ªDistrital \| \| \| Malveira da Serra \| Malveira da Serra \| Campo 22 de Março \| 1,000 \| 9º, 2ªDistrital \| \| \| Palmense \| Lisboa \| Campo José Ramos \| 1,000 \| 8º, 2ªDistrital \| \| \| Rio Mouro \| Rio Mouro \| Campo António Carraça da Silva \| 600 \| - \| \| \| Sacavenense B \| Sacavém \| Campo do Sacavenense \| 3,100 \| - \| \| \| Talaíde \| São Domingos de Rana \| Campo Fernando Sabido \| 200 \| - \| \| \| União Mercês \| Sintra \| Municipal da Tapada das Mercês \| 524 \| 12º, 1ªDistrital S2/ 6º 1ªDivisão FM S2 \| \| \| Venda do Pinheiro \| Mafra \| Municipal da Venda do Pinheiro \| 3,000 \| - \| \| Alcainça AC, Bocal, Venda do Pinheiro CD Belas A dos CunhadosLocalização das equipas da Campeonato Distrital 2ªDivisão AF Lisboa 2015–16 (Continente) |                       |                                              |         |                                         |                 |
| Clube | Cidade                | Estádio                                      | Lotação | 2014–15                                 | Treinador       |
| A dos Cunhados | Torres Vedras         | Parque Desportivo Maximino Franco dos Santos | 4,000   | 12º, 1ªDistrital S1/ 6º 1ªDivisão FM S1 |                 |
| Alcainça AC | Mafra                 | Campo João Simões                            | 750     | -                                       |                 |
| Algueirão | Algueirão-Mem Martins | Campo de Jogos Raul Neves                    |         | -                                       |                 |
| Atlético CP B | Lisboa                | Estádio da Tapadinha                         | 25,000  | -                                       |                 |
| Assoc. Torre | Cascais               | Campo Alfredo Pinheiro                       | 300     | 11º, 1ªDistrital S2/ 5º 1ªDivisão FM S2 |                 |
| Bocal | Mafra                 | Campo Santo                                  |         | 7º, 2ªDistrital                         |                 |
| Catujalense | Sacavém               | Parque Desportivo 1ºMaio                     | 1,000   | -                                       |                 |
| CD Belas | Belas                 | Campo de Jogos António Pinheiro Pinto Bastos | 1,000   | -                                       | Vítor Escudeiro |
| FC Ota | Alenquer              | Parque de Jogos dos Linhais                  | 500     | 12º, 2ªDistrital                        |                 |
| Malveira da Serra | Malveira da Serra     | Campo 22 de Março                            | 1,000   | 9º, 2ªDistrital                         |                 |
| Palmense | Lisboa                | Campo José Ramos                             | 1,000   | 8º, 2ªDistrital                         |                 |
| Rio Mouro | Rio Mouro             | Campo António Carraça da Silva               | 600     | -                                       |                 |
| Sacavenense B | Sacavém               | Campo do Sacavenense                         | 3,100   | -                                       |                 |
| Talaíde | São Domingos de Rana  | Campo Fernando Sabido                        | 200     | -                                       |                 |
| União Mercês | Sintra                | Municipal da Tapada das Mercês               | 524     | 12º, 1ªDistrital S2/ 6º 1ªDivisão FM S2 |                 |
| Venda do Pinheiro | Mafra                 | Municipal da Venda do Pinheiro               | 3,000   | -                                       |                 |

| Clube             | Cidade                | Estádio                                      | Lotação | 2014–15                                 | Treinador       |
| ----------------- | --------------------- | -------------------------------------------- | ------- | --------------------------------------- | --------------- |
| A dos Cunhados    | Torres Vedras         | Parque Desportivo Maximino Franco dos Santos | 4,000   | 12º, 1ªDistrital S1/ 6º 1ªDivisão FM S1 |                 |
| Alcainça AC       | Mafra                 | Campo João Simões                            | 750     | -                                       |                 |
| Algueirão         | Algueirão-Mem Martins | Campo de Jogos Raul Neves                    |         | -                                       |                 |
| Atlético CP B     | Lisboa                | Estádio da Tapadinha                         | 25,000  | -                                       |                 |
| Assoc. Torre      | Cascais               | Campo Alfredo Pinheiro                       | 300     | 11º, 1ªDistrital S2/ 5º 1ªDivisão FM S2 |                 |
| Bocal             | Mafra                 | Campo Santo                                  |         | 7º, 2ªDistrital                         |                 |
| Catujalense       | Sacavém               | Parque Desportivo 1ºMaio                     | 1,000   | -                                       |                 |
| CD Belas          | Belas                 | Campo de Jogos António Pinheiro Pinto Bastos | 1,000   | -                                       | Vítor Escudeiro |
| FC Ota            | Alenquer              | Parque de Jogos dos Linhais                  | 500     | 12º, 2ªDistrital                        |                 |
| Malveira da Serra | Malveira da Serra     | Campo 22 de Março                            | 1,000   | 9º, 2ªDistrital                         |                 |
| Palmense          | Lisboa                | Campo José Ramos                             | 1,000   | 8º, 2ªDistrital                         |                 |
| Rio Mouro         | Rio Mouro             | Campo António Carraça da Silva               | 600     | -                                       |                 |
| Sacavenense B     | Sacavém               | Campo do Sacavenense                         | 3,100   | -                                       |                 |
| Talaíde           | São Domingos de Rana  | Campo Fernando Sabido                        | 200     | -                                       |                 |
| União Mercês      | Sintra                | Municipal da Tapada das Mercês               | 524     | 12º, 1ªDistrital S2/ 6º 1ªDivisão FM S2 |                 |
| Venda do Pinheiro | Mafra                 | Municipal da Venda do Pinheiro               | 3,000   | -                                       |                 |

## Tabela classificativa
Atualizado em 01/11/2016
|                      | AGU | ATO | ACP | CAC | CAR | CDB | DOS | FON | MEM | OLI | PAL | SAL | SLO | USM |
| -------------------- | --- | --- | --- | --- | --- | --- | --- | --- | --- | --- | --- | --- | --- | --- |
| Agualva              |     |     |     |     | 5–3 |     |     |     |     |     |     |     | 1–1 |     |
| Assoc. Torre         |     |     |     |     |     |     |     |     | 2–2 | 2–0 |     |     |     |     |
| Atlético CP B        | 0–0 |     |     |     |     |     |     |     |     |     | 1–1 |     |     |     |
| CAC                  |     |     |     |     |     | 1–2 | 1–1 |     |     |     |     |     |     |     |
| Carcavelos           |     |     |     | 3–1 |     | 3–0 |     |     |     |     |     |     |     |     |
| CD Belas             |     | 2–2 |     |     |     |     |     |     |     |     |     |     | 0–0 |     |
| Domingos Sávio       |     | 3–2 |     |     |     |     |     |     |     |     |     |     |     | 6–4 |
| Fontainhas           | 2–0 |     | 1–2 |     |     |     |     |     |     |     |     |     |     |     |
| Mem Martins          |     |     |     | 3–2 |     |     |     |     |     |     |     | 1–0 |     |     |
| Operário Lisboa      |     |     | 2–2 |     |     |     |     |     |     |     |     | 0–2 |     |     |
| Palmense             |     |     |     |     |     |     |     | 2–2 |     |     |     |     |     | 3–3 |
| Santo António Lisboa |     |     |     |     |     |     | 3–3 |     |     |     | 1–4 |     |     |     |
| Sl Olivais           |     |     |     |     | 0–0 |     |     |     | 0–0 |     |     |     |     |     |
| UDR Santa Maria      |     |     |     |     |     |     |     | 3–2 |     | 1–3 |     |     |     |     |

Última atualização em 1 Novembro 2016.
Fonte: Carece de fontes
1O time da casa (mandante) está listado na coluna da esquerda.
Cores:      Azul = time da casa vence;      Amarelo = empate;      Vermelho = time visitante vence.

## Melhores marcadores
| #   | Pais       | Jogador          | Golos | equipa         |
| --- | ---------- | ---------------- | ----- | -------------- |
| 1º  | Portugal   | Duarte           | 14    | CD Belas       |
| 2º  | Portugal   | Bruno Penajóia   | 12    | Alcainça AC    |
| 3   | Portugal   | Miguel Antunes   | 11    | A dos Cunhados |
| 4º  | Portugal   | Andrézinho       | 10    | Alcainça AC    |
| 5º  | Moldávia   | Serghei          | 10    | A dos Cunhados |
| 6º  | Portugal   | Rodrigão         | 9     | Alcainça AC    |
| 7º  | Cabo Verde | Lima             | 8     | CD Belas       |
| 8º  | Brasil     | Rafael Rodrigues | 7     | Alcainça AC    |
| 9º  | Portugal   | Elton            | 6     | CD Belas       |
| 10º | Portugal   | Ramalho          | 6     | A dos Cunhados |